# Originaltitel
|  | Dieser Artikel wurde aufgrund von inhaltlichen Mängeln auf der Qualitätssicherungsseite des Portals Medienwissenschaft eingetragen. Dies geschieht, um die Qualität der Artikel aus den Themengebieten Journalismus, Medien- und Kommunikationswissenschaften auf ein akzeptables Niveau zu bringen. Hilf mit, den Artikel zu verbessern, und beteilige dich an der Diskussion! |

Originaltitel (OT) ist der ursprüngliche Titel eines Werkes im Unterschied zum Titel einer Übersetzung oder Neufassung.
Vom Originaltitel unterscheidet sich auch der „Arbeitstitel“ als vorläufiger Titel einer geplanten oder entstehenden Arbeit.

## Bedeutung
Werktitel können gemäß § 5 MarkenG geschützt werden. Werktitel sind die Namen oder besonderen Bezeichnungen von Druckschriften, Filmwerken, Tonwerken, Bühnenwerken oder sonstigen vergleichbaren Werken (§ 5 Abs. 3 MarkenG). Der Titelschutz nach § 5 Abs. 3 MarkenG ermöglicht es, die Verwendung identischer oder ähnlicher Titel für identische oder ähnliche Werkklassen zu untersagen, sofern die Gefahr besteht, dass die angesprochenen Verkehrskreise die beiden Titel verwechseln könnten.
Wird ein dem Verlagsrecht unterliegendes Werk übersetzt, erstreckt sich der Übersetzervertrag auf das Werk einschließlich des Originaltitels.
Überwiegend wird Originaltitel für den für einen bestimmten geschriebenen Text (Roman, Essay, Kurzgeschichte etc. als Buch, Heft etc.) vom Autor oder einen Film von Regisseur und Produzent festgelegten Titel verwendet, meist in der Sprache des Autors. Der Begriff lässt sich auf Musikwerke (Sonaten, Instrumentalkonzerte, Opern etc.) und Werke der Bildenden Künste (Gemälde, Skulpturen, Plastiken etc.) ausdehnen, denen der jeweilige Künstler oder Komponist den Originaltitel gibt. Dieser und weitere vom Urheber autorisierte Fremdtitel unterliegen dem Urheberrecht.

## Beispiele
Die Oper Die Hochzeit des Figaro oder Figaros Hochzeit heißt, da ursprünglich aus dem Französischen über das Italienische (Libretto) stammend, in diesen Sprachen: Les noces de Figaro (frz.) bzw. Le nozze di Figaro (it.) und im Spanischen Las bodas de Figaro – in allen drei Sprachen Pluralform, dennoch eine direkte Übersetzung.
Während bei Kunstwerken der fremdsprachliche Titel meist eine wortgetreue Übersetzung des Originals ist, werden die Originaltitel von Büchern und Filmen oft nicht direkt übersetzt, sondern erhalten in der jeweiligen Fremdsprache eigene Titel, allein, um dort interessant und ansprechend zu klingen – vergleichbar dem Originaltitel in seiner Sprache. Dabei wird versucht, einen Bezug zum Inhalt des Werkes herzustellen.
Der Roman Mord im Orient-Express hieß in einer bestimmten Veröffentlichung aus urheberrechtlichen Gründen Der rote Kimono – ein solcher taucht zwar im Verlauf des Geschehens auf, hat aber für die Lösung des Falls keine Bedeutung.
Vor allem spezielle Redewendungen als Titel lassen sich oft nur durch Umschreibungen wiedergeben. Die Kriminalgeschichte Agatha Christies By the Pricking of My Thumbs, ein halbes Shakespeare-Zitat aus MacBeth, was so viel wie Beim Stechen meiner Daumen in der Bedeutung: Mein stechender Daumen sagt mir bedeutet, lautet im Deutschen: Lauter reizende alte Damen – ein völlig vom Original abweichender Titel – mit Bezug auf den Inhalt, während im Französischen der Titel Mon petit doigt m’a dit – Mein kleiner Finger hat mir gesagt bevorzugt wird – näher am Original.
Schwieriger gestaltet sich die Übersetzung des James-Bond-OT The Living Daylights, der im Deutschen als Der Hauch des Todes betitelt wird. Daylights stand ursprünglich (18. Jahrhundert) für die Augen, da sie das Tageslicht einfangen. Später stand es synonym für alles Lebende am Körper, auch die Seele, unnötigerweise pleonastisch durch den Zusatz living ergänzt. Nach einer anderen Herleitung aus derselben Zeit entwickelte sich Living Daylights aus Liver and Lights – Leber und Lungen, ebenfalls ein Synonym für Leben – oder Töten, sofern man beides jemandem nimmt. So ist der Titel Hauch des Todes sinngemäß nicht weit vom Original entfernt. Eine wörtliche Übersetzung – Die lebenden Tageslichter – ergäbe in dieser Bedeutung selbst im Englischen wenig Sinn. Der französische Titel Tuer n’est pas jouer – Töten bedeutet nicht Spielen trägt ebenfalls den Tod im Titel, ähnlich dem Titel in Portugal 007 – Risco Imediato (007 – Unmittelbare Gefahr) und Brasilien 007 Marcado Para a Morte (007 – Für den Tod bestimmt) – zwei abweichende Titel bei fast derselben Sprache.